# Salamander
Salamander（サラマンダー）は、ELLEGARDENの6thシングル。シングルとしては初のTOP3入り。
ライブDVD『Doggy Bags』と同時発売。

## 概要
8ヶ月ぶりとなるシングル。前作に引き続きシングル収録曲は全て英語詞である。
インディーズでありながら総合チャート3位（デイリーチャートでは初登場2位）を獲得し、インディーズ・シングルの初動売り上げ枚数としては、GOING STEADYの『青春時代』（6.1万枚）を抜いて歴代1位を記録した。 インディーズ・アーティストのオリコンシングルチャートでのTOP3入りはMONGOL800の「ヨロコビノウタ」以来2年8ヶ月ぶりとなった。
2006年度オリコン年間シングルランキングでは総合65位、インディーズランキングでは第3位を記録。
表題曲「Salamander」は、Jリーグに加盟する栃木SCの応援番組「TOCHIGI FIGHTING!!SC一枚岩」（とちぎテレビ）のテーマ曲や、試合中継の際にも使用されていた。
細美武士は自身のラジオ番組、Hedgehog Diariesの2022年7月14日放送分にて曲名の由来はコナミのゲーム「沙羅曼蛇」であることを公言している。
ELLEGARDENは2008年から2018年まで活動を休止しており、本作は活動休止前最後のシングルとなった。

## 収録曲
| 全作詞・作曲: TAKESHI HOSOMI。 |                       |                |                |
| #                              | タイトル              | 作詞           | 作曲・編曲     |
| 1.                             | 「Salamander」        | TAKESHI HOSOMI | TAKESHI HOSOMI |
| 2.                             | 「Lately」            | TAKESHI HOSOMI | TAKESHI HOSOMI |
| 3.                             | 「Alternative Plans」 | TAKESHI HOSOMI | TAKESHI HOSOMI |

## 収録アルバム
- ELEVEN FIRE CRACKERS（#1、#3 表記はないが両方新録）
- ELLEGARDEN BEST 1999-2008（#1 新録）